# Luzzi
Luzzi [lùz-zi] (l Lùzzi in calabrese) è un comune italiano di 8 755 abitanti, nella valle del Crati in provincia di Cosenza in Calabria.

## Geografia fisica

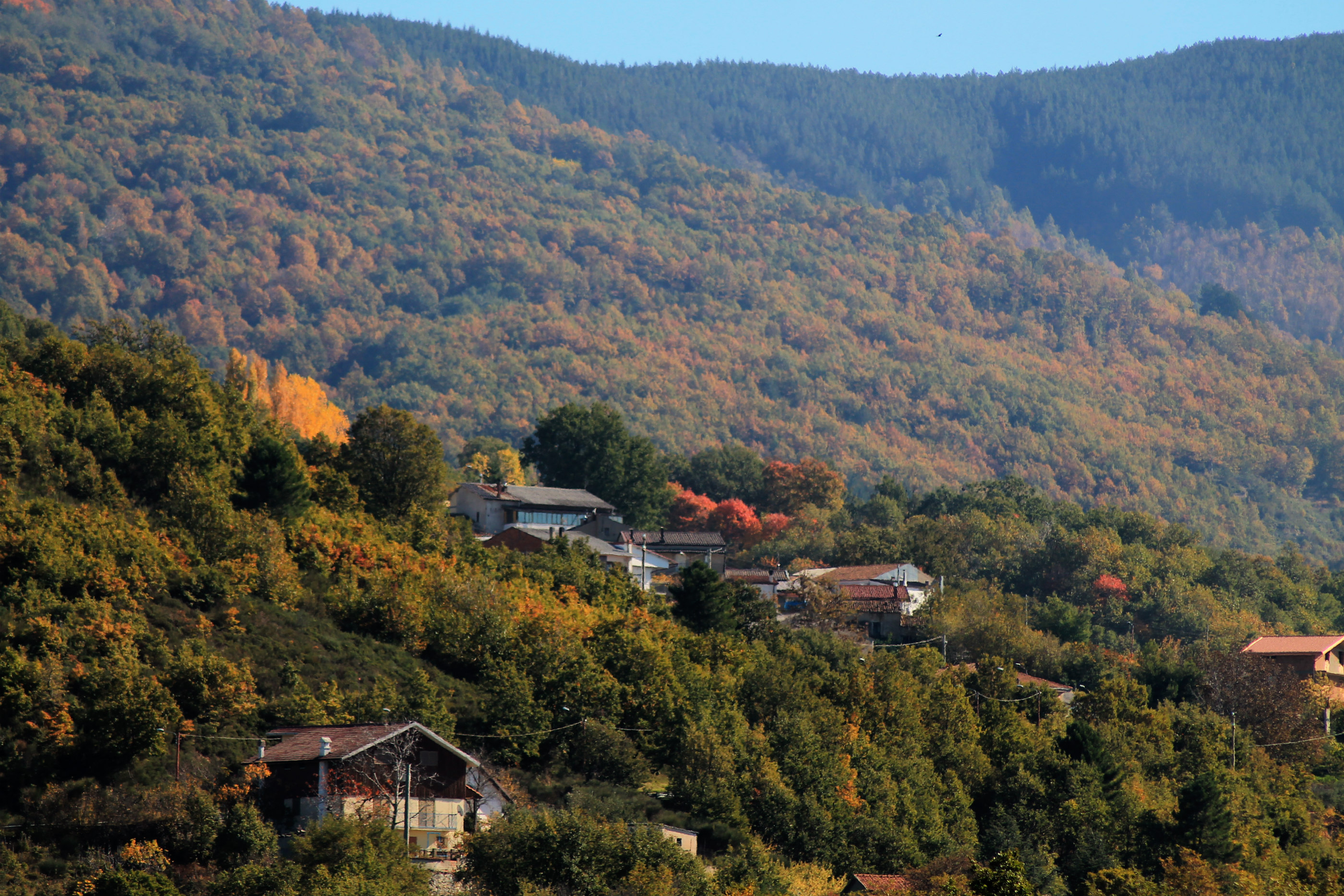
Zona montana di Luzzi.

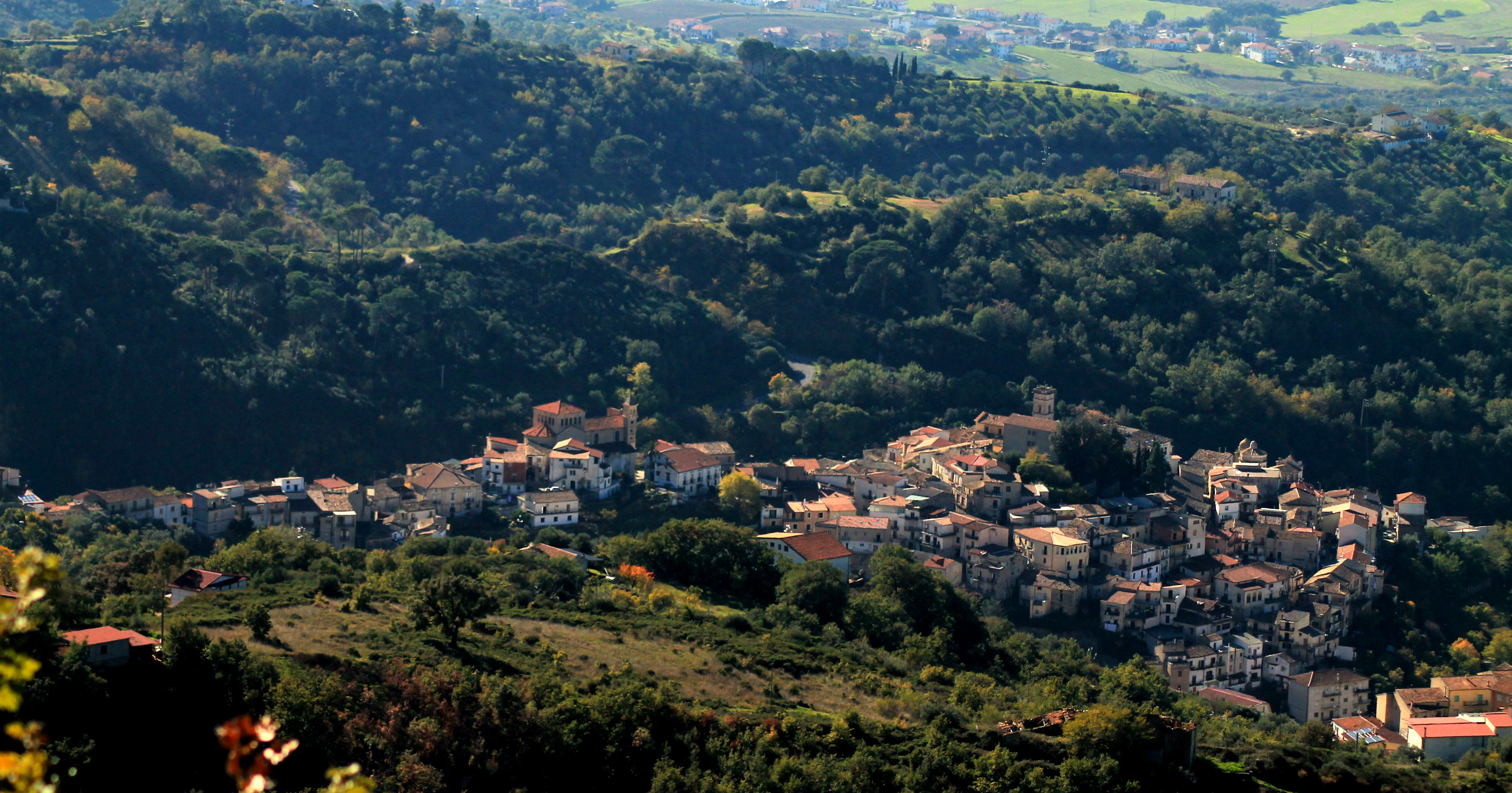
Luzzi vista dalle alture circostanti.

### Geografia fisica
Luzzi è situata sulla fascia della Presila, sul lato destro della valle del Crati. Posta su una collina, ai cui piedi scorrono due torrenti ("Ilice" e "San Francesco") che confluiscono a valle nel fiume Crati, è un comune a ridosso dell'area urbana di Cosenza, di cui rappresenta territorialmente e urbanisticamente la cornice nord-est. Il centro abitato è posto a 376 metri sul livello del mare ed è collocato a nord-est di Cosenza. Il confine nord coi comuni di Acri e Bisignano è segnato dal fiume Mucone, che ospita lungo il suo corso la centrale idroelettrica 2º salto, alimentata con le acque del bacino artificiale del Lago Cecita. Con una superficie di 77,6 km², il territorio comunale si articola su di un profilo altimetrico compreso tra 96 e 1284 m s.l.m.

### Clima
Il clima è generalmente mediterraneo. La particolarità del clima luzzese, analoga al resto della Valle del Crati, risiede nella quasi totale assenza dell'influenza del mare sulla temperatura: difatti, è possibile osservare ampie escursioni termiche (soprattutto nell'area valliva) durante tutto l'anno. In estate le temperature possono raggiungere durante le ondate di calore i 37-38 °C, anche 40 °C e oltre nelle aree poste a bassa quota, mentre la neve è un fenomeno che riguarda il centro abitato almeno una volta l'anno, tra dicembre e marzo. Le aree montane possono beneficiare invece di ottimi apporti nevosi tra novembre e aprile. Insieme al resto della valle del Crati, Luzzi riceve i migliori apporti nevosi durante le nevicate " da scorrimento ", che si verificano quando uno strato di aria umida e più calda scorre al di sopra di uno strato di aria fredda depositatosi al suolo a seguito di irruzioni di aria fredda.

## Storia
Si suppone sorga al posto dell'antica Tebe Lucana fondata nel IV secolo a.C. Attestata nei documenti del XIII secolo come castrum Lucii in Valle Gratis, deve il suo nome, con molta probabilità, alla famiglia normanna di cognome de Luci, Lucij o de Luciis al seguito di Roberto il Guiscardo che la ebbe in feudo. Secondo altri il nome potrebbe derivare dai "lucci", un pesce che popolava il torrente Ilice che scorre a sud del paese, ma questa ipotesi non esclude la precedente. Mentre lo studioso Giovanni Alessio ipotizza un'origine più antica facendo derivare il nome di Luzzi dal praenomen latino Lucius. Dal 1272, il castrum Lucii o castello di Luzzi, risulta in possesso del milites Matteo de Luciis o de Luzzi, la cui famiglia qualche anno prima fu espropriata di tutti i beni e mandata in esilio a Malta per aver partecipato alla congiura dei baroni (1246) nei confronti di Federico II. Papa Innocenzo IV restituì i possedimenti a Pietro de Luciis, già signore di Bisignano e ai suoi figli, tra i quali Matteo, Domino Mattheo de Luciis castrum Lucii restitutum, che risulta in quegli anni signore di Luzzi.
Di particolare interesse sono i resti del grande complesso monastico-religioso dell'Abbazia di Santa Maria della Sambucina, fondata intorno alla seconda metà del XII secolo, divenuta ben presto casa-madre dell'Ordine Monastico Cistercense e prototipo dell'architettura gotico-ogivale nell'Italia meridionale. Nel Medioevo, periodo di suo maggiore splendore, ospitò illustri personaggi storici come il profeta dello Terza età Gioacchino da Fiore, il magister sententiarum Pietro Lombardo ed il famoso glossatore Francesco Accursio.

## Monumenti e luoghi d'interesse

### Architetture religiose
La chiesa di Sant'Angelo costruita probabilmente nel 1300 custodisce la tela di Santa Maria delle Grazie opera della scuola di Leonardo da Vinci, l'altare ligneo policromo del 1600, di particolare bellezza (considerato monumento nazionale), e il fonte battesimale in pietra tufacea con motivi scultorei in stile romanico. Nel XXI secolo vennero compiuti degli scavi archeologici sotto la guida del parroco di San Michele Arcangelo, don Umile Faraca, perché si pensava che sotto la chiesa esistesse un altro tempio e vennero ritrovati due scheletri di sesso uguale.
Nella Chiesa Parrocchiale  dell'Immacolata costruita nel XVI secolo sono custodite due eccezionali opere di pittura, l'Assunta in Gloria con Angioletti, che è una classica opera di Luca Giordano e la tela dell'Annunciazione, esecuzione alla maniera di Francesco Solimena, inoltre ha l'altare maggiore con il particolare di due grandi angeli. La chiesa ha subito danni in conseguenza di alcune scosse sismiche e l'ultima nel XX secolo provocò ingenti danni alla struttura. Venne pitturata per l'ultima volta dal maestro Emilio Iuso che dipinse tutte le navate. Nella chiesa si custodisce la statua della Santa Patrona dell'Immacolata ed è la parrocchia principale di Luzzi (San Biagio V.E.M).
La chiesa di San Giuseppe era una cappella della famiglia Firrao. In questa chiesa nel XVIII secolo grazie al cardinale Firrao venne portato il corpo di sant'Aurelia Marcia, che si festeggia la prima domenica di settembre; c'è un pellegrinaggio numeroso da tantissimi paesi della Calabria per sant'Aurelia perché ha compiuto molti miracoli. Nella chiesa di San Giuseppe si conservano: il corpo di sant'Aurelia Marcia, martire cristiana, con lastra catacombale di arte paleocristiana e la stupenda tela del "San Gennaro in Estasi" riconducibile al virtuosismo di P. Novelli e al realismo della poetica del Vaccaro.
La chiesa della Natività di Maria SS. (la seconda chiesa costruita a Luzzi) ha una cupola araba perché probabilmente prima di essere una chiesa era un tempio musulmano. Nella chiesa matrice fu battezzato il cardinale Firrao ed è la chiesa dedicata alla Madonna; vi è custodita la tela "Madonna del Rosario" del Settecento napoletano; mentre in quella delle Petrine si trova un raffinato dipinto del manierismo che raffigura una "Fuga in Egitto".

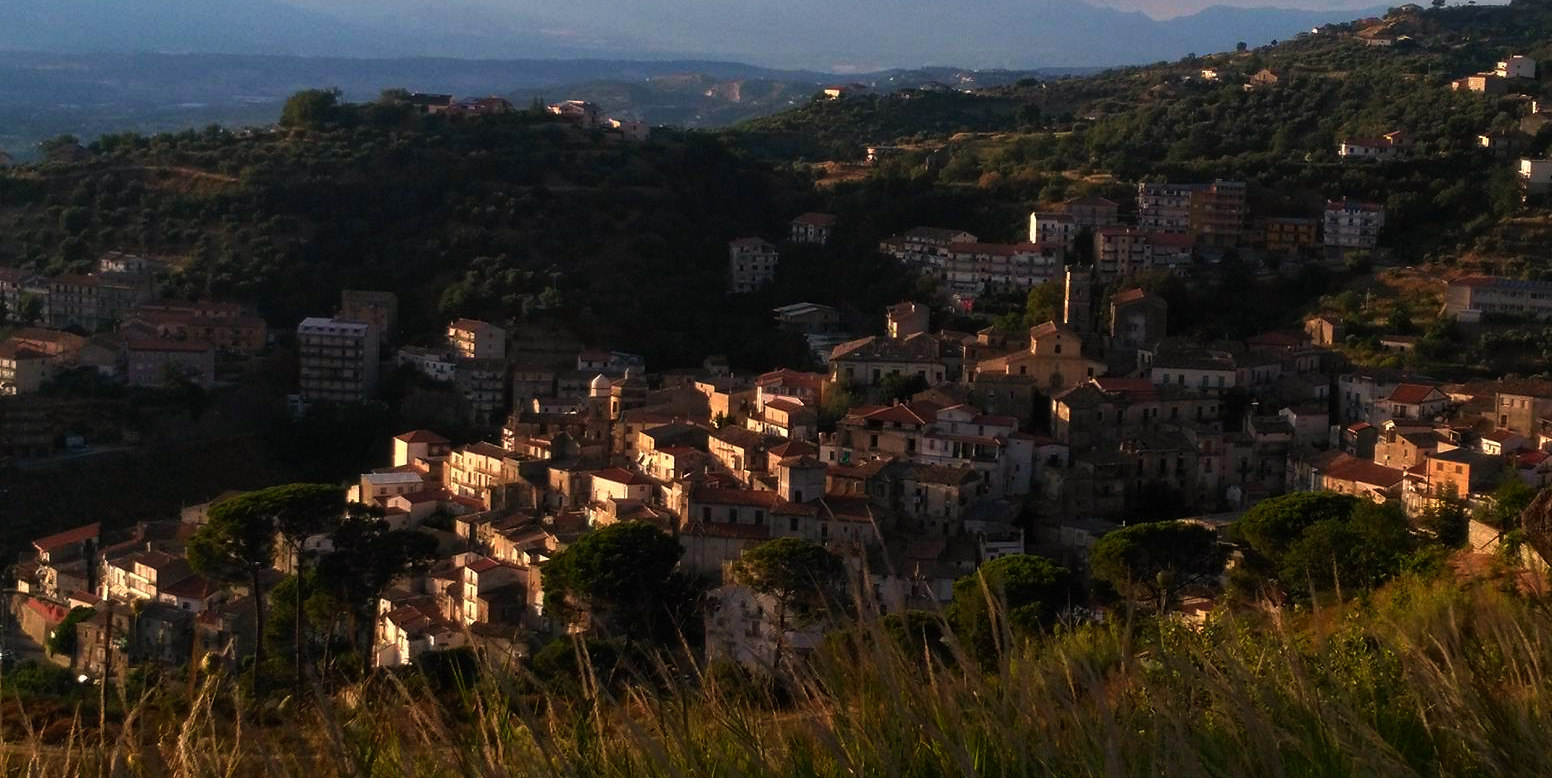
Centro storico di Luzzi, lato sud. In alto la chiesa di San Giuseppe col campanile, lateralmente a sinistra è presente il palazzo comunale. In basso al centro si può osservare la chiesa di San Michele Arcangelo, a sinistra si nota la chiesa di Santa Maria con la caratteristica cupola.

Nelle rimanenti chiese di S. Francesco, dei Cappuccini, del Santuario della Cava e la chiesa della Madonna delle Grazie si trovano altri apprezzabili dipinti con opere minori. Codici, incunaboli, pergamene e documenti antichi nell'archivio e biblioteca di Casa Marchese. E inoltre tutte le chiese sono state dipinte dal pittore Emilio Iuso.
L'abbazia cistercense della Sambucina è considerata un patrimonio molto importante per la Calabria. Nell'abbazia troviamo l'affresco della Madonna col Bambino del 1501, l'Assunta in Gloria con i 12 apostoli e inoltre troviamo la Lactatio Sancti Bernardi del 1896 di Basile. Alla Sambucina dimoro' Gioacchino da Fiore, un monaco conosciuto in tutta Italia, citato anche nella Divina Commedia di Dante Alighieri.

#### Palazzo comunale
È un palazzo costruito nel XVIII secolo, testimone nel corso del tempo di una rilevante tradizione storica e rappresenta la struttura architettonica più importante del centro storico cittadino. Noto come Palazzo Vivacqua, e già un tempo di proprietà dei Principi Firrao, “primo castello di Luzzi-Centro durante la reggenza dei Sanseverino” (i Vivacqua giunsero a Luzzi nel 1781 chiamati dai Principi Firrao per dirigere e amministrare le loro numerose proprietà locali), oggi è sede municipale.
L'edificio, adibito già dal 1940 ad abitazione padronale, si presentava in avanzato stato di degrado sia sul piano strutturale sia degli elementi caratterizzanti. Una serie di interventi, reiterati nel corso degli anni, ne ha consentito il recupero, con il ripristino totale dal punto di vista statico-strutturale e una ristrutturazione dei vari piani e ambienti, dove sono distribuite le diverse funzioni direzionali, politiche e amministrative della sede comunale.
L'esterno è a pianta quadra, in perfetto stile rinascimentale, con rigorose facciate, si compone di due livelli oltre al piano seminterrato ed il sottotetto. Il portale di accesso è incorniciato da una struttura in pietra avanzata rispetto all'edificio.
Un corpo scala, di particolare pregio architettonico, domina l'atrio del fabbricato, ed è collegato direttamente con il giardino e le altre strutture abitative, oggi adibite ad uffici comunali. Il piano superiore è caratterizzato da un grande balcone centrale e da due laterali più piccoli.

## Società

### Evoluzione demografica
Abitanti censiti

## Cultura

### Tradizioni

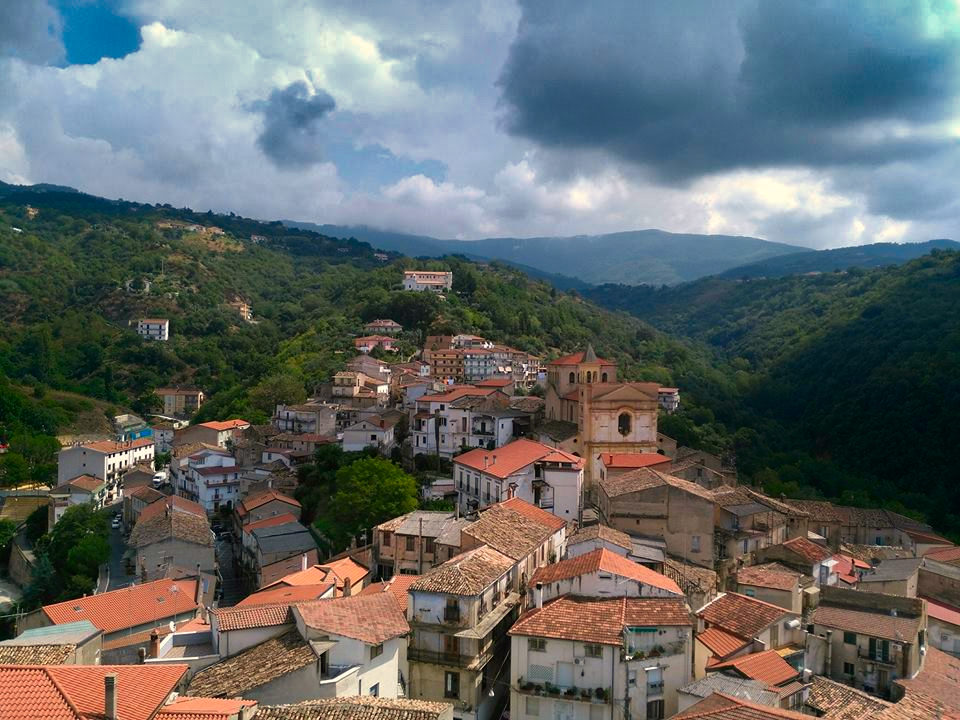
Vista del centro storico di Luzzi dal campanile della Chiesa di San Giuseppe.

Il costume tradizionale di Luzzi è la Pacchiana dai colori vivaci e tessuto anche nelle trame preziose della seta e del velluto. Il costume della Pacchiana è formato da: una gonna lunga chiamata "cammisuòtto", da due coperti sovrapposti uno, con ampie maniche detto "cammisòla" sotto vi è la camicia di lino bianco detta "murletta", sulla "pittiglia" girava il "magliùccu" un laccio d'oro con uno spillone sempre d'oro. Sulla testa vi è messo il cosiddetto "rituòrto", i capelli sono divisi in due dalla fronte all'occipite e le scarpe sono in pelle lucida color nero. Gli antichi gioielli luzzesi sono: gli orecchini d'oro e metallo dorato a goccia piatta; l'anello con cerchi sfalsati e de rosette di perline, inoltre ci sono gli orecchini in lamina d'oro con motivi floreali e la collana luzzese a dieci fili di scaramazze con ciondolo a stella d'oro.

## Amministrazione
| Periodo        | Periodo        | Primo cittadino  | Partito      | Carica  | Note |
| -------------- | -------------- | ---------------- | ------------ | ------- | ---- |
| 12 Giugno 2017 | 14 Giugno 2022 | Umberto Federico | Indipendente | Sindaco |      |
| 14 Giugno 2022 | In carica      | Umberto Federico | Indipendente | Sindaco |      |

### Gemellaggio
Longobucco